# Liverpool Football Club 1905-1906
Questa voce raccoglie le informazioni riguardanti il Liverpool Football Club nelle competizioni ufficiali della stagione 1905-1906.

## Maglie e sponsor
| Casa | Trasferta |  |

## Rosa
| N. |                        | Ruolo | Calciatore      |
| -- | ---------------------- | ----- | --------------- |
|    | Scozia (bandiera)      | D     | Ned Doig        |
|    | Inghilterra (bandiera) | P     | Sam Hardy       |
|    | Inghilterra (bandiera) | D     | James Bradley   |
|    | Inghilterra (bandiera) | D     | Tom Chorlton    |
|    | Scozia (bandiera)      | D     | Bill Dunlop     |
|    | Scozia (bandiera)      | D     | George Fleming  |
|    | Inghilterra (bandiera) | D     | James Gorman    |
|    | Inghilterra (bandiera) | D     | Harry Griffiths |
|    | Inghilterra (bandiera) | D     | James Hughes    |
|    | Galles (bandiera)      | D     | George Latham   |
|    | Scozia (bandiera)      | D     | David Murray    |

| N. |                        | Ruolo | Calciatore     |
| -- | ---------------------- | ----- | -------------- |
|    | Inghilterra (bandiera) | D     | Maurice Parry  |
|    | Scozia (bandiera)      | D     | Alex Raisbeck  |
|    | Inghilterra (bandiera) | D     | Alf West       |
|    | Inghilterra (bandiera) | C     | Jack Cox       |
|    | Inghilterra (bandiera) | C     | Arthur Goddard |
|    | Inghilterra (bandiera) | A     | John Carlin    |
|    | Inghilterra (bandiera) | A     | James Garside  |
|    | Inghilterra (bandiera) | A     | Joe Hewitt     |
|    | Inghilterra (bandiera) | A     | Jack Parkinson |
|    | Inghilterra (bandiera) | A     | Sam Raybould   |
|    | Inghilterra (bandiera) | A     | Bobby Robinson |